# Приглашение к путешествию (песня)
«Приглаше́ние к путеше́ствию» (инципит «Дитя, сестра моя…») — песня Давида Тухманова на одноимённое стихотворение Шарля Бодлера в переводе Ирины Озеровой из концептуального альбома Тухманова «По волне моей памяти» (1976). Отбор всего литературного материала для альбома, включая стихотворение Бодлера, и фактическое продюсирование альбома были сделаны женой Тухманова Татьяной Сашко. Первый исполнитель песни — Александр Бырыкин.

## История
Музыка Давида Тухманова

Слова Шарля Бодлера

Перевод Ирины Озеровой

Дитя, сестра моя,

Уедем в те края,

Где мы с тобой не разлучаться сможем.

Где для любви — века,

Где даже смерть легка,

В краю желанном, на тебя похожем.

И солнца влажный луч

Среди ненастных туч

Усталого ума легко коснётся.

Твоих неверных глаз

Таинственный приказ.

В солёной пелене два чёрных солнца.

<...>

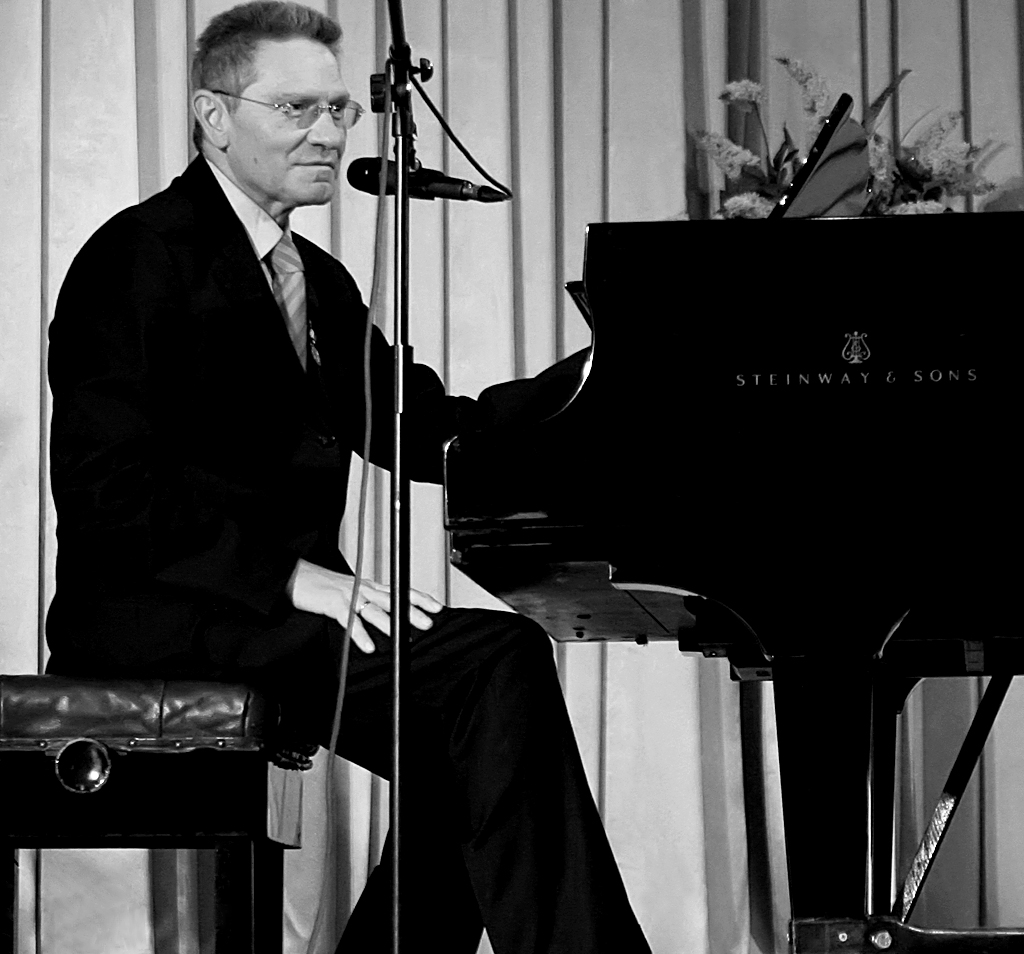
Давид Тухманов, 2007 год
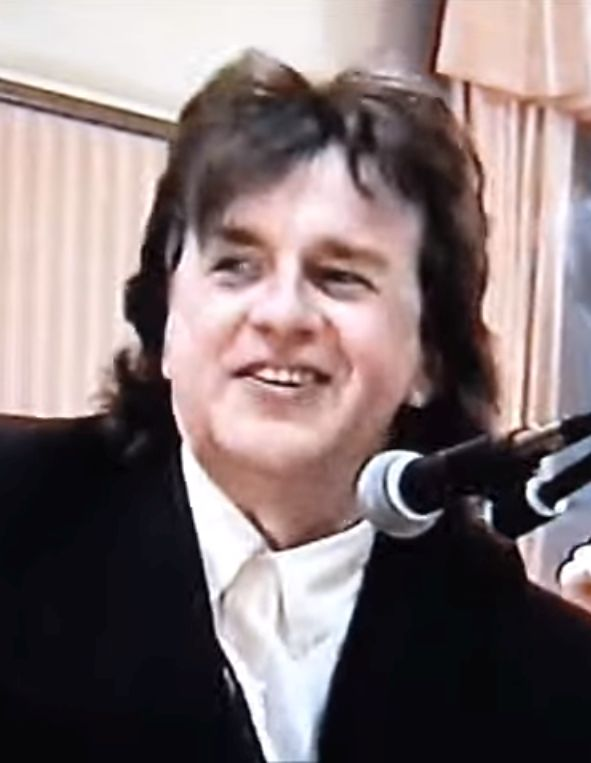
Александр Барыкин, 1995 год

Жена Давида Тухманова и фактический продюсер концептуального альбома «По волне моей памяти» Татьяна Сашко, отбиравшая для него весь литературный материал, выбрала в том числе и стихотворение Шарля Бодлера  в переводе Ирины Озеровой «Приглашение к путешествию», фр. «L'invitation au voyage» из сборника «Цветы зла» 1855 года.
Музыкальный критик Борис Барабанов писал, что «Приглашение к путешествию» — «одна из самых запомнившихся вещей с „По волне моей памяти“ и по тем временам одна из самых прогрессивных».

## Участники записи 1975—1976 годов
- Борис Пивоваров (гитара)
- Аркадий Фельдбарг (бас-гитара, скрипка)
- Владимир Плоткин (ударные)
- Давид Тухманов (фортепиано, орган, синтезатор, электропиано)
- Медная группа ансамбля «Мелодия» под управлением Георгия Гараняна
- Струнная группа Большого симфонического оркестра Всесоюзного радио и телевидения (дирижёр Константин Кримец)
- Звукорежиссёр Николай Данилин

## Комментарии
1. ↑  На обороте конверта альбома «По волне моей памяти» было написано: «Литературный материал подобран Татьяной Сашко».